# Tyczyn (gromada)
Tyczyn – dawna gromada, czyli najmniejsza jednostka podziału terytorialnego Polskiej Rzeczypospolitej Ludowej w latach 1954–1972.
Gromady, z gromadzkimi radami narodowymi (GRN) jako organami władzy najniższego stopnia na wsi, funkcjonowały od reformy reorganizującej administrację wiejską przeprowadzonej jesienią 1954 do momentu ich zniesienia z dniem 1 stycznia 1973, tym samym wypierając organizację gminną w latach 1954–1972.
Gromadę Tyczyn z siedzibą GRN w mieście Tyczynie (nie wchodzącym w jej skład) utworzono 1 stycznia 1960 w powiecie rzeszowskim w woj. rzeszowskim z obszarów zniesionych gromad Kielnarowa i Hermanowa w tymże powiecie. W skład jednostki weszły obszary wsi: Kielnarowa i Hermanowa.
Dla gromady ustalono 27 członków gromadzkiej rady narodowej.
31 grudnia 1961 do gromady Tyczyn włączono obszar zniesionej gromady Borek (Stary) w tymże powiecie.
Gromada przetrwała do końca 1972 roku, czyli do kolejnej reformy gminnej. 1 stycznia 1973 w powiecie rzeszowskim reaktywowano zniesioną w 1954 roku gminę Tyczyn.